# Вулиця Максима Рильського (Рівне)
Ву́лиця Максима Рильського — одна з вулиць міста Рівне. Названа на честь українського радянського поета та перекладача Максима Рильського.
Вулиця починається від вулиці Вербової і пролягає на південь, повертаючи біля вулиці Блока на захід, і впираючись у вулицю Єсеніна.
На вулиці Максима Рильського розташована виключно приватна забудова.